# Dovecot
Dovecot (englisch für Taubenschlag) ist eine Mailserver Software-Suite. Sie ist als Mail Delivery Agent (MDA) und für die Netzwerkprotokolle POP3 und IMAP gestaltet.
Die Software-Suite arbeitet unter Unix, BSD und unixoiden Systemen wie Linux. Sie ist Open Source mit gemeinfreien Teilen und anderen unter LGPL oder MIT-Lizenz neben eigenständigen Lizenzen.
Im März 2015 gab Open-Xchange den Zusammenschluss mit Dovecot OY, der Firma von Timo Sirainen, bekannt. Dadurch könne man auch großen E-Mail-Providern einen kompletten Applikationsstack aus einer Hand anbieten.

## Merkmale
Dovecot ist für kleine (200 Mailboxen) bis größere Netzwerke (über 1000 Mailboxen) ausgelegt. Der Server kann mit den Mailboxformaten maildir und mbox umgehen und ist dazu vollständig kompatibel zum älteren Courier-IMAP-Server und der alten UW-IMAP-Referenz-Server-Software für das IMAP-Protokoll. Die E-Mail-Daten sind leicht zu migrieren oder in E-Mail-Programmen nutzbar, Computerbenutzer können sich direkt auf dem Dovecot-Mailserver einloggen.
Ab der Version 1.0a4 ist außerdem ein Dovecot-eigenes Format namens dbox in Bearbeitung, welches für Hochleistungsanwendungen gedacht ist. Bisher bietet dbox keine Kompatibilität zu anderer Software, daher kann auf im dbox-Format gespeicherte Mails nur über Dovecot zugegriffen werden, d. h. von E-Mail-Programmen (MUA) mittels IMAP und POP3 und von MTAs aus durch Benutzung der Zustellungskomponenten in Dovecot.
Dovecot unterstützt unter anderem folgende Merkmale:
- IMAP4rev1
- THREAD-, IDLE- und SORT-Erweiterung
- POP3
- LMTP als Protokoll zur E-Mail-Zustellung
- Sieve
- TLS/SSL
- IPv6
- Maildir++ Quota
- Postfix und exim (ab Version 4) können mit Dovecot zusammenarbeiten

## Sicherheit
Das Hauptaugenmerk bei der Programmierung wird auf die Sicherheit gelegt. Seit Anfang 2006 ist eine Prämie auf Exploits ausgesetzt.
Damit steht Dovecot in der Tradition von qmail.
Das Dovecot-Programm-Paket ist darüber hinaus in drei Komponenten aufgeteilt:
- Dovecot-Kern – u. a. mit dem Mail Delivery Agent (MDA)
- Dovecot-imapd – der Daemon für das Internet Message Access Protocol (IMAP)
- Dovecot-pop3d – der Daemon für das POP-Internet-E-Mail-Protokoll

Zur Kern-Komponente können die beiden anderen Komponenten optional hinzu installiert werden. Für einen reinen Dovecot-IMAP-Server braucht Dovecot-pop3d beispielsweise nicht installiert zu werden, was indirekt auch die Sicherheit erhöht.
Im November 2016 hatte das deutsche IT-Sicherheitsunternehmen Cure 53 im Auftrag der Mozilla Foundation einen Sicherheitsaudit für das Dovecot-Paket durchgeführt und infolgedessen drei Schwachstellen aufdecken können, welche jedoch von den Sicherheitsexperten der Firma Cure 53 als weniger kritisch eingestuft worden sind.

## Versionsgeschichte
Die erste Testversion kam im Juli 2002 heraus, die in der Zwischenzeit fast vollständig umprogrammierte Version 1.0.0 wurde im April 2007 veröffentlicht.
Mit der Version 2.2 wurde Dovecot um weitere Funktionalitäten erweitert; im Wesentlichen wurden neue IMAP-Kommando-Erweiterungen implementiert, dsync neu entwickelt und optimiert sowie Shared Mailboxes um per-user Flags erweitert.
Seit der Generation 10.6 des Betriebssystems Mac OS X Server von Apple wird Dovecot anstelle des IMAP-Servers Cyrus benutzt.